# Diprion nanhuaensis
Diprion nanhuaensis is een insect uit de familie van de dennenbladwespen (Diprionidae). 

## Synoniemen
- Diprion nanhuanensis